# Giovanni Battista Bassani
Giovanni Battista Bassani (okolo r. 1650? Padova – 1. října 1716 Bergamo) byl italský houslista, varhaník a hudební skladatel.

## Život
Narodil se okolo roku 1655 v Padově. Studoval patrně v Benátkách u Daniela Castrovillariho a Giovanni Legrenziho. V letech 1667–1675 byl varhaníkem v Accademia della Morte ve Ferraře. První skladby (Triosonaten, op. 1) publikoval v roce 1677. Na titulní straně je uváděn jako kapelník Confraternità della Morte ve Finale Emilia, nedaleko Modeny. V roce 1680 byl kapelníkem na dvoře vévody Alessandra II. della Mirandola v Bologni a stal se členem Filharmonické akademie (Accademica Filarmonica).
V roce 1683 se vrátil do Ferrary a stal se kapelníkem Accademia della Morte a varhaníkem ve ferrarské katedrále sv. Jiří (Cattedrale di San Giorgio). Pro svůj vliv na hudební život Ferrary se stal známým jako Bassani Ferrarský. Pro katedrálu zkomponoval v letech 1710–1712 76 liturgických skladeb.
V roce 1712 se stal ředitelem kůru v chrámu S Maria Maggiore v Bergamu a vyučoval hudbu na Congregazione di Carità. Někteří historici uvádějí, že byl učitelem Arcangela Corelliho, ale nejsou pro toto tvrzení žádné přímé důkazy. V Bergamu setrval až do své smrti v roce 1716.

## Dílo
Ve své době byl Bassani ceněn zejména jako vynikající houslista. Jeho triové sonáty jsou dodnes často uváděny. Zkomponoval 13 oratorií, ale dochovala se pouze čtyři. Jeho opery byly prakticky všechny ztraceny, s výjimkou několika árií z opery Gli amori alla moda.

### Opery
- L'amorosa preda di Paride, 1683
- Falarido tiranno d'Agrigento, 1685
- L'Alarico Rè de' Goti, 1685
- Vitige, 1686
- Agrippina in Baia, 1687
- Gli amori alla moda, 1688,
- Il trionfo di Venere in Ida, 1688
- La Ginerva, infanta di Scozia, 1690
- Le vicende di Cocceio Nerva, 1691
- Gl'amori tra gl'odii, o sia Il Ramiro in Norvegia, 1693
- Roderico, 1696
- L'Alarico, 1709
- Armida al campo, 1711

### Oratoria
- L'Esaltazione di S Croce, 1675
- L'Epulone, 1675
- La tromba della divina misericordia, 1676
- L'amore ingeniero, 1678
- Il mistico Roveto, 1681
- La morte delusa, 1686
- Il Davide punito overo La pestilente strage d'Israele, 1686; provedeno jako Nella luna eclissata dal Cristiano valore v roce 1687 a jako La Pietà trionfante della morte v letech 1692 a 1697
- Il Giona, 1689
- Mosè risorto dalle acque, 1694
- Il conte di Bacheville, 1696
- Susanna, 1697
- Gl'impegni del divino amore nel transito della Beata Caterina Vegri detta di Bologna, 1703
- Il trionfo della Fede, 1704

### Chrámová hudba
- 8 mší
- nejméně 20 motet
- různé vokální sólové i sborové skladby pro liturgické účely

### Instrumentální skladby
- op. 1 Triosonaten (12) Balletti, Correnti, Gighe, e Sarabande à Violino e Violone, overo Spinetta, con il Secondo Violino à beneplacito (1677)
- op. 5 Sinfonie a due, e tre Instromenti, con il Basso continuo per l'Organo (1683)